# Kostel svatého Petra a Pavla (Tasov)
Kostel svatého Petra a Pavla se nachází na návrší v centru obce Tasov v areálu hřbitova, je farním kostelem římskokatolické farnosti Tasov. Kostel je barokní jednolodní stavbou s pravoúhlým závěrem a hranolovou vstupní věží na čelní straně. Kostel byl postaven na místě starší stavby, současná kostelní věž byl přistavěna k původním gotického jádru. Kostel je spolu s márnicí, ohradní zdi s dvěma branami, náhrobkem rodiny Demlovy, náhrobkem Jakuba Demla a Pavly Kytlicové a náhrobkem Dr. Karla Tůmy chráněn jako kulturní památka České republiky. Kostel stojí v nadmořské výšce 432 m, je dlouhý 40,7 metru, široký 10,7 metru a vysoký 13,7 metru, věž je vysoká 39,8 metru.

## Historie
Kostel byl postaven mezi lety 1728 a 1730 v barokním slohu, sponzorem měl být hrabě Josef Paar. K původnímu gotickému polygonálnímu závěru presbytáře přistavěna barokní loď s pruskou klenbou a věž. Původně v Tasově byly celkem tři kostely, z nichž dva měly faráře. První písemné zmínky o farnosti u kostela sv. Petra a Pavla pochází z roku 1341. Tasov v té době měl být sídlem děkanství. Kolem roku 1572 pak farnost v Tasově byla jediná, která pak zanikla a kostel převzali evangelíci. V roce 1734 pak v Tasově vznikla lokálie a v roce 1785 v Tasově opět byl přítomen farář. 
Kostel byl postaven na místě původního chrámu z 12. století, k původnímu presbytáři byly přistavěny další části kostela, byla zazděna původní gotická okna a gotická klenba byla změněna ve valenou klenbu. Původní kostel byl obehnán hradbou s branskou věží, která byla kolem přelomu 15. a 16. století přebudována ve zvonici. V kostele jsou tři oltáře, hlavní je zasvěcen svatým Petrovi a Pavlovi, boční oltáře jsou zasvěceny Panně Marii Lurdské a svatému Kříži. Nad hlavním oltářem je obraz Loučení sv. Petra a Pavla před smrtí. Na věži jsou barokní sochy svatého Šebestiána a svatého Floriána, ty byly vytvořeny kolem roku 1730, stejně tak i obrazy v kostele, jejich autorem je Ondřej Kuběcký.
Na kostelní věži jsou umístěny dva zvony, první z roku 1483, druhý z roku 1763, na věži jsou také umístěny dvě třímetrové sochy, svatého Petra a svatého Pavla. Původní kostel svatého Jiří byl přebudován kolem roku 1730 na faru.
Při archeologických průzkumech v roce 2014 a 2015 byly objeveny základy vstupní věže a ohrazení. To řadí zdejší kostel mezi opevněné kostely.